# Sekundär tillväxt
Sekundär tillväxt hos växter sker i kambiumlagret i innerbarken. Här sker celldelning som kontinuerligt avsätter ny vävnad dels mot ytterbarken/floem, och dels mot veden eller som den också kallas sekundärt xylem. Detta innebär att en stam, rot eller gren hela tiden blir tjockare hos en växt som har sekundär tillväxt, men att en given punkt inte ökar sitt avstånd från marken, vilket är en vanlig missuppfattning. Träd av ektyp och grantyp samt buskar har egentlig sekundär tillväxt, medan örter och träd av palmtyp inte har det. Det händer att palmtypsstammar kan bli tjockare med tiden, men det beror på andra mekanismer.